# Syringa
Significado alternativo: Lila (color)
Syringa es un género de plantas fanerógamas de la  familia Oleaceae, conocidas vulgarmente como lilas. Incluye cerca de 20 especies aceptadas, de las más de 100 descritas, nativas de Europa y Asia.  

## Características
Las lilas alcanzan tamaños de grandes arbustos a pequeños árboles, de 2–10 m de altura. Las hojas son opuestas (ocasionalmente en grupos de tres), caducas, y en la mayoría de las especies simples y acorazonadas, y pinnadas en pocas especies (e.g. S. laciniata, S. pinnatifolia). Las flores se producen en primavera, cada una de cerca de 1 cm de diámetro, blanca, rosa pálido o más generalmente purpúreas, con cuatro pétalos; en largas panículas,  y en varias especies con una fuerte fragancia. La floración empieza tras 80–110 día grados.
Las Syringa son comidas por larvas de algunas especies de  lepidópteros, como Amphipyra pyramidea, Crocallis elinguaria,  Amphipyra berbera.

## Cultivo y usos

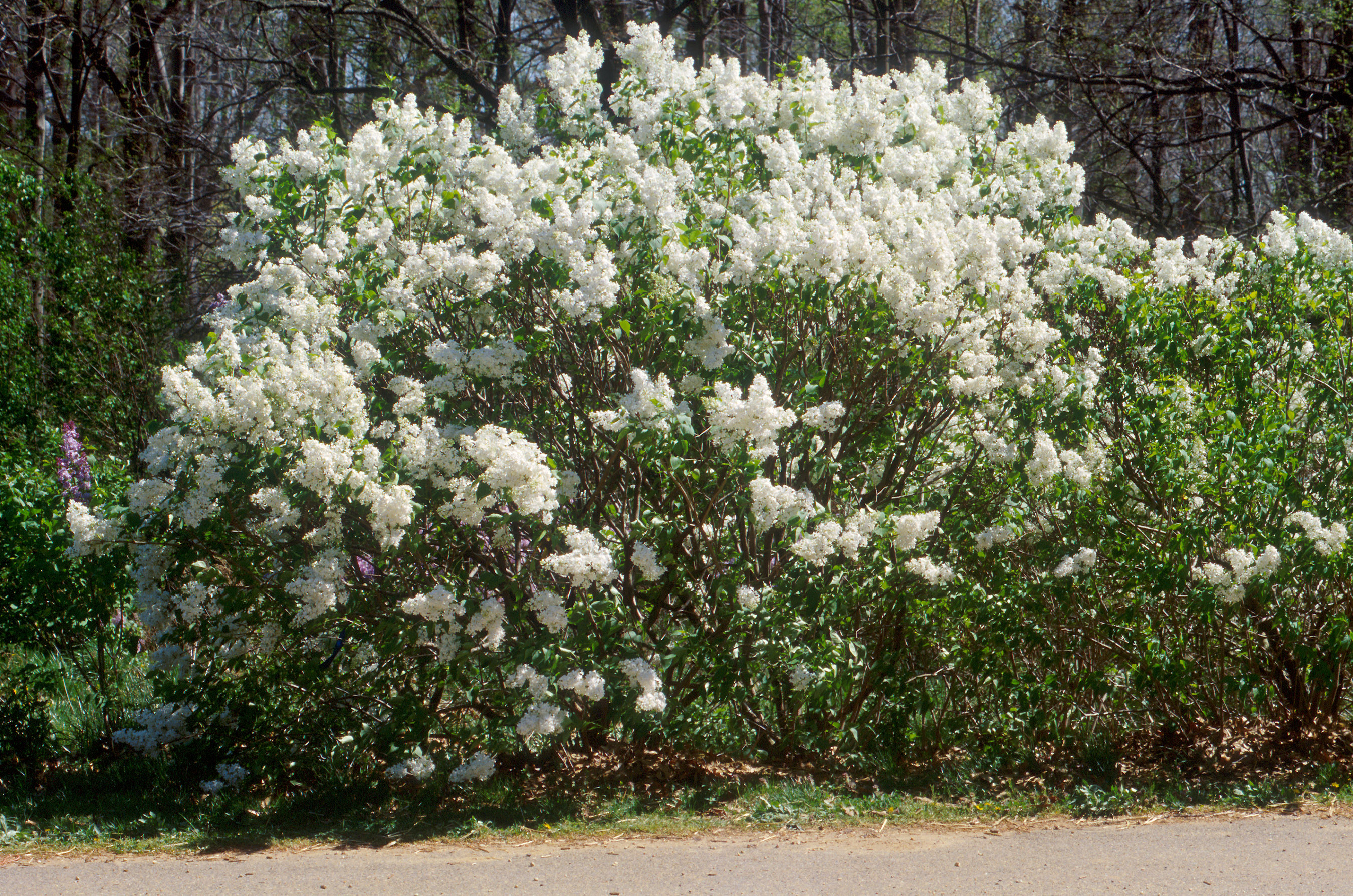
Cultivar de lilas de flores blancas en floración.

Las lilas son populares arbustos en parques y jardines en zonas templadas.  Además de las especies listadas abajo, varios híbridos y numerosos cultivares se han desarrollado.  El término lila francesa es común de usar para referirse a cultivares modernos de dobles flores, gracias al trabajo del prolífico mejorador Victor Lemoine.
Las lilas florecen en las ramas viejas, y producen más flores si  no se poda. De podarse, la planta responde  produciendo ramas vegetativas (chupones) de alta velocidad de crecimiento sin flores, en un intento de restaurar las ramas removidas; una lila podada  produce pocas o ninguna flor por uno a cinco o más años, antes que la maduración del nuevo renoval sea suficiente para comenzar a florecer. Las lilas no podadas florecen cada año. De todos modos, una poda criteriosa debería practicarse regularmente.  Se hace correctamente después de finalizada la floración, antes que los nuevos pimpollos se formen. 

Crecen generalmente mejor en suelo ligeramente alcalino.  
Los arbustos pueden podarse para prevenir mildiu,  causado por pobre  circulación del aire.
Las lilas purpúreas simbolizan primer amor y las lilas blancas: juventud  e inocencia (ver lenguaje de las flores).
La madera de lila es de grano cerrado, de poros difusos, extremadamente dura y una de las más densas de Europa. El floema es típicamente cremoso y el duramen tiene  varias tonalidades de pardo y púrpura.  Se la usa  para catafalcos, instrumentos musicales, mangos de herramientas y cuchillos, etc. Al secarse, su madera tiende a curvarse, y generar angostas requebrajaduras. La madera de lila común es más dura que la de Syringa josikaea
Syringa vulgaris es la flor del Estado de Nuevo Hampshire (Estados Unidos), debido a que "es símbolico para el carácter de los habitantes del Estado de Granito" (New Hampshire Revised Statute Annotated (RSA) 3:5).

## Etimología
El nombre científico del género Syringa  deriva de syrinx un tubo o pipa,  refiriéndose al estado hueco de las ramas jóvenes de algunas especies. 

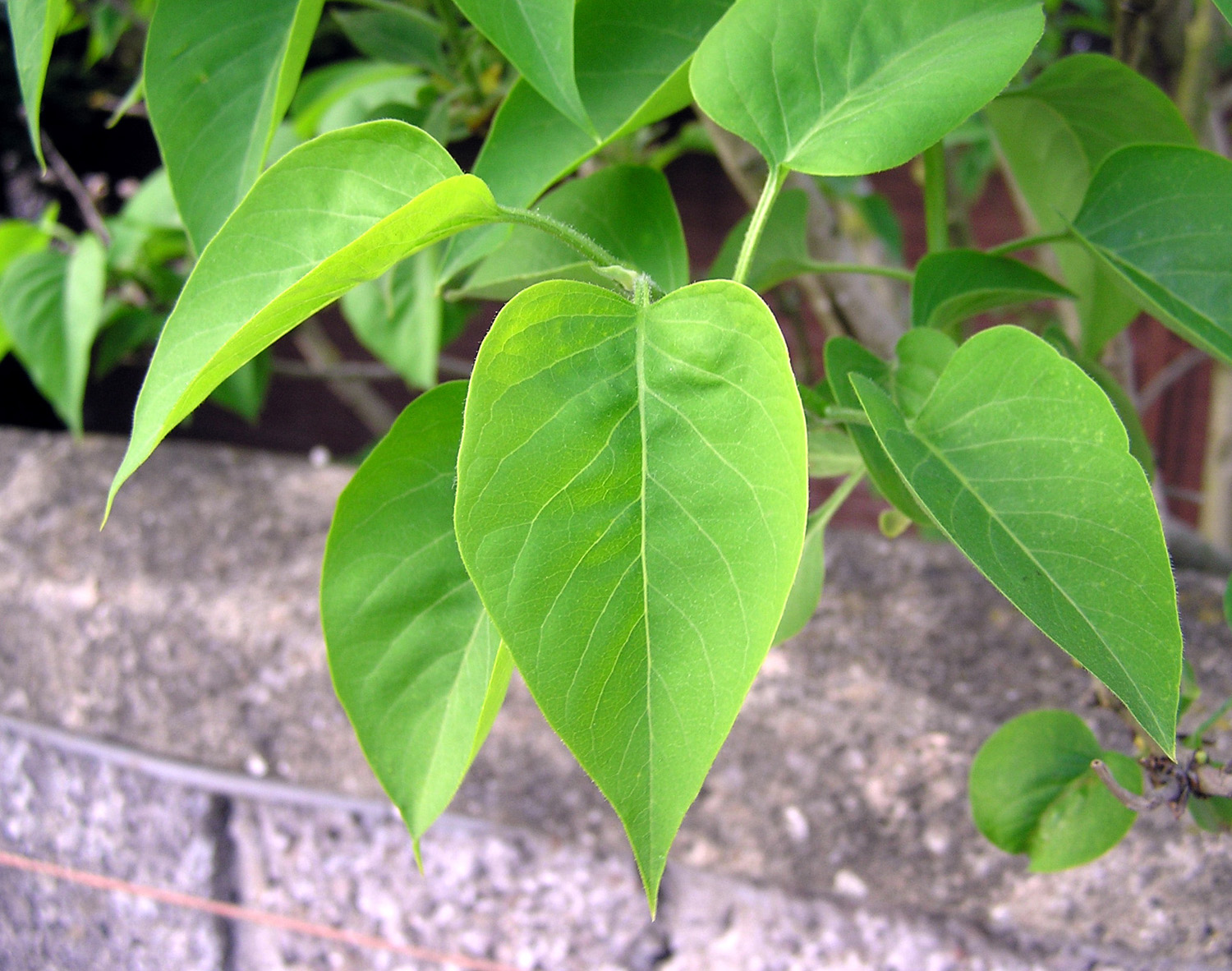
Hojas de lila
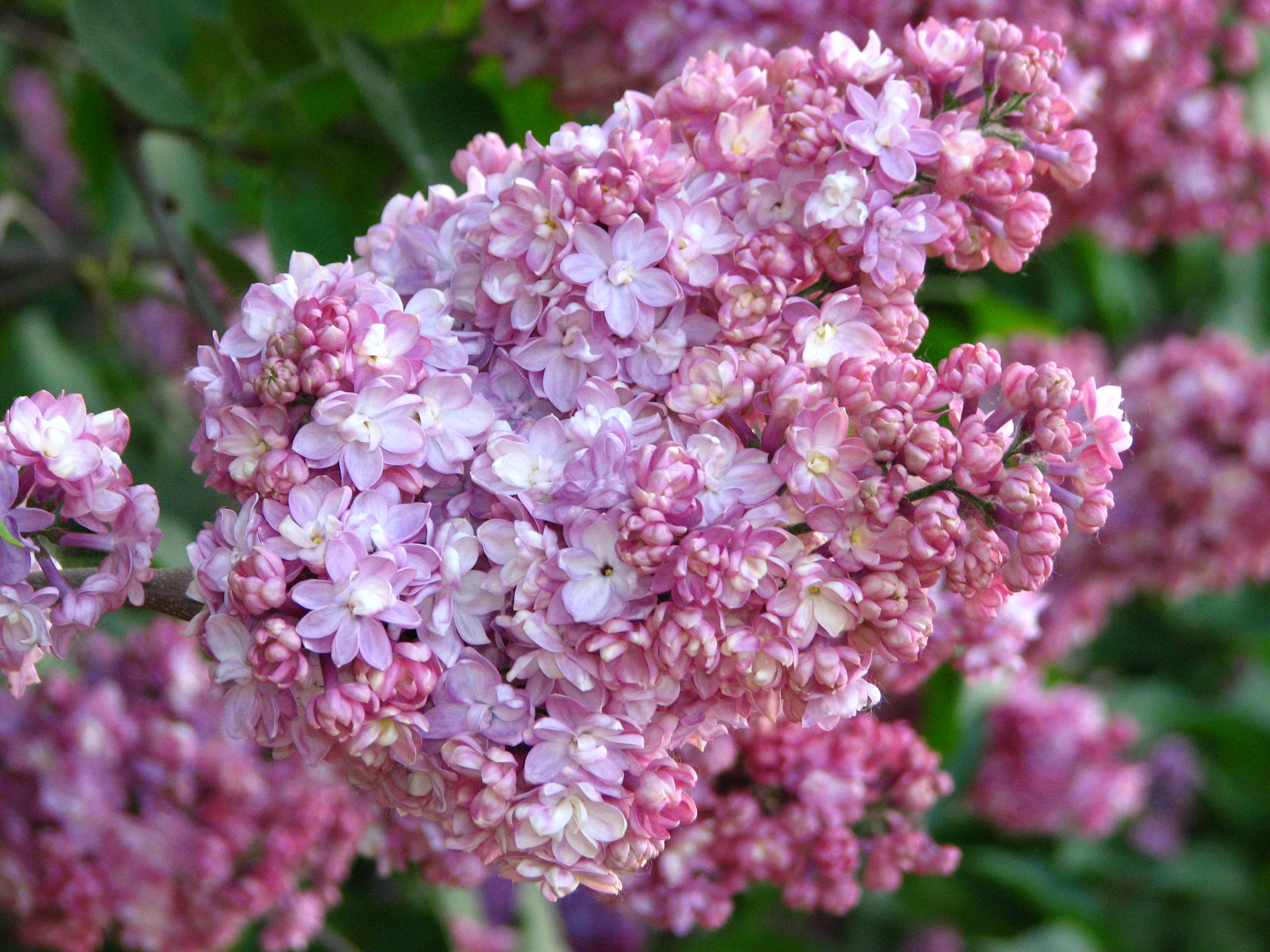
Cultivar 'Pamyat o Vekhove'
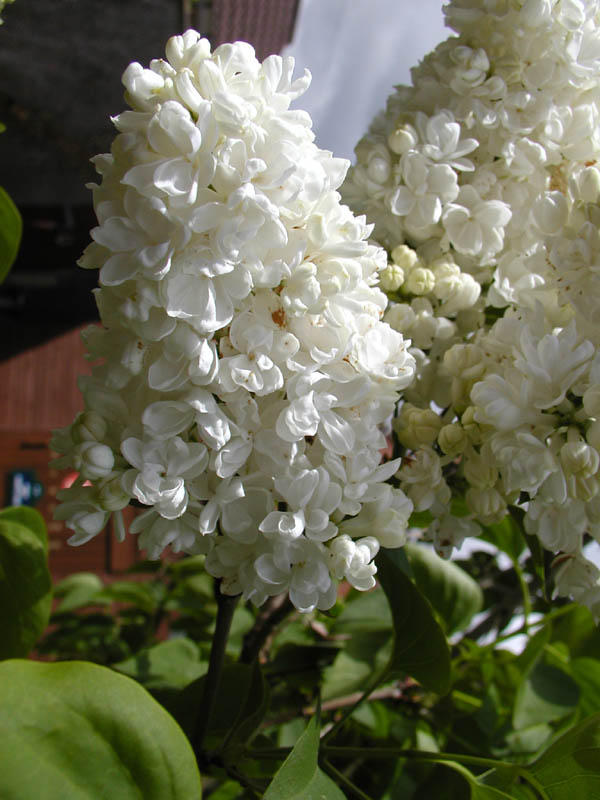
Cultivar de lila de doble flor
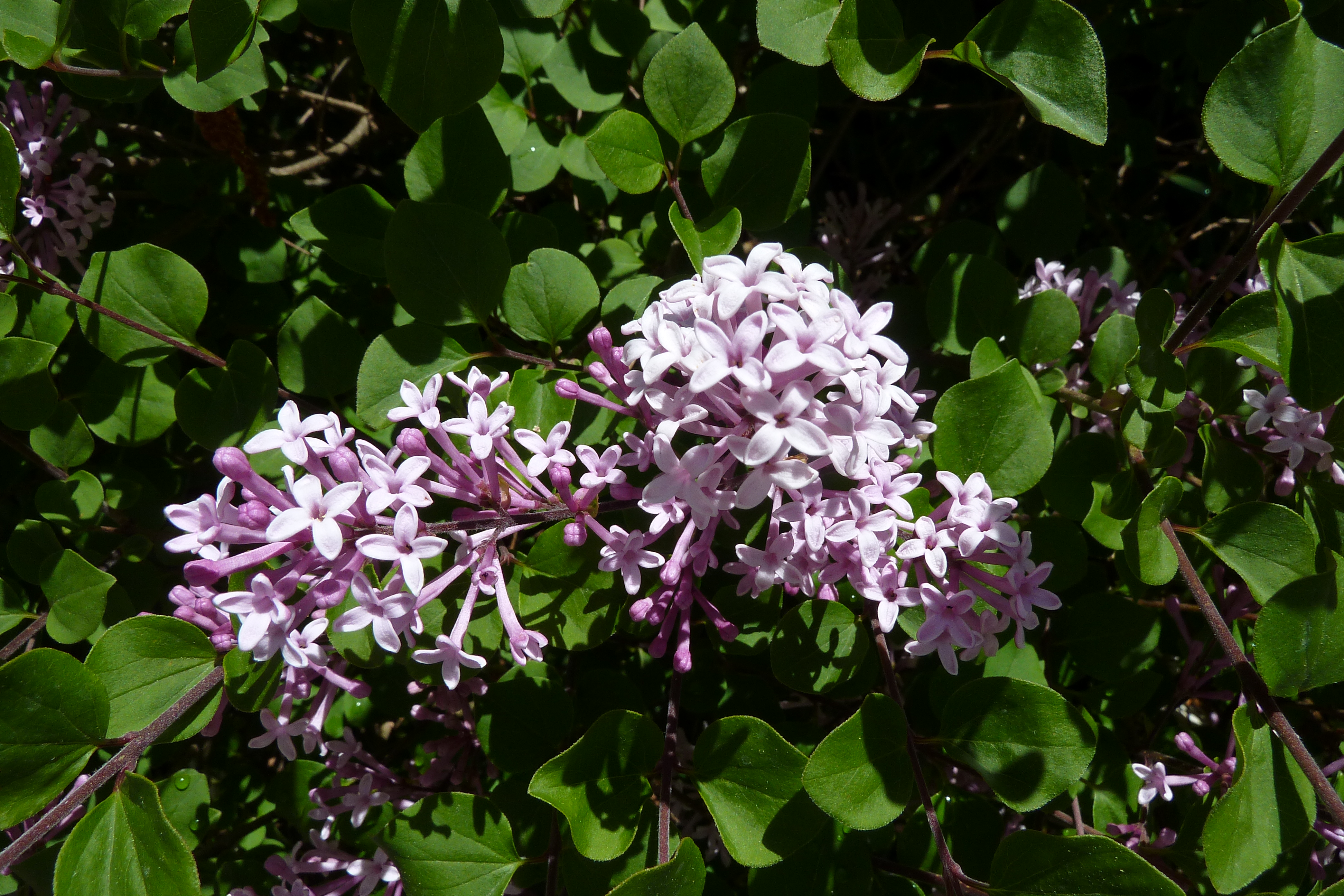
Lila enana

## Especies  aceptadas
- Syringa afghanica
- Syringa debelderorum
- Syringa emodi - lila del Himalaya.
- Syringa fauriei
- Syringa inodora
- Syringa josikaea
- Syringa komarowii (sin. S. reflexa)
- Syringa laciniata - lila de hoja cortada.
- Syringa meyeri
- Syringa oblata
- Syringa persica L. lila de Persia.
- Syringa pinetorum
- Syringa pinnatifolia
- Syringa protolaciniata
- Syringa pubescens (sin. S. julianae, S. patula)
- Syringa reticulata (sin. S. pekinensis) - lila de Japón.
- Syringa spontanea
- Syringa sweginzowii
- Syringa tibetica
- Syringa tomentella
- Syringa villosa
- Syringa vulgaris - lila común
- Syringa wolfii
- Syringa yunnanensis (sinónimo de  S. tomentella subsp. yunnanensis) - lila de Yunnan.

## Festivales
Numerosas localidades estadounidenses celebran anualmente «Festivales Lilas», siendo el más conocido el Lilac Festival, en Rochester (Nueva York).